# Arthur Hirsch

Arthur Hirsch

Arthur Hirsch (* 19. Juli 1866 in Königsberg; † 18. November 1948 in Zürich) war ein deutscher Mathematiker.
Hirsch ging in Königsberg zur Schule mit dem Abitur 1882 und studierte dann Mathematik, Physik und Philosophie in Königsberg und Berlin bei David Hilbert und Adolf Hurwitz. 1892 wurde er in Königsberg promoviert (Zur Theorie der linearen Differentialgleichungen mit rationalem Integral). Danach ging er nach Zürich als Assistent von Hurwitz am Eidgenössischen Polytechnikum, wo er sich habilitierte und Privatdozent wurde. 1897 wurde er Titularprofessor und 1903 als Nachfolger von Hermann Minkowski ordentlicher Professor. 1936 ging er in den Ruhestand. Er war Mitglied der Schweizerischen Mathematischen Gesellschaft.
Er befasste sich mit hypergeometrischen Integralen, Differentialgleichungen und Variationsrechnung.
1896/97 war er an der Organisation des ersten Internationalen Mathematikerkongresses (ICM) in Zürich beteiligt und auch an der des ICM 1932 in Zürich.